# Northwestern High School (Michigan)
Northwestern High School é uma instalação do ensino secundário em Detroit, Michigan. Os mais recentes números de matrícula Northwestern indicam uma população estudantil de cerca de 2000. Northwestern High School características numerosas atividades extracurriculares, incluindo: Debate, E.U. Exército JROTC, atletismo interescolar. NHS também oferece vários colocações de avançados (AP) cursos.

## Northwestern Colts:conhecidos em todo o Land
Em 2008, venceu o Northwestern High venceu Detroit Public Secondary Schools no Athletic League Championship em basquetebol masculino. Desde 1919, a equipe de basquete Colt têm reclamado um total de dezesseis títulos DPSSAL. Northwestern também venceu o Michigan High School Athletic Association em um campeonato de basquete, em 1928.
De seus primórdios - em uma ampla variedade de empreendimentos esportivos -, Northwestern High School teve existido uma tradição longa e lendária atlética.
O treinador Bert Maris levou a um programa de natação e mergulho de três títulos consecutivos para a equipe MHSAA (1925 através de 1927). Em 1930, a equipe de natação e mergulho - treinados por Leo Maas - MHSAA ganhou outro troféu de campeonato. Maas também levou a escola ao DPSSAL cinco títulos consecutivos (1933 através de 1937).
Northwestern Detroit continua a ser a única escola secundária pública de ganhar um campeonato estadual no esporte de natação e mergulho.
A Northwestern Colts também bateu um impressionante recorde no esporte de pista e de campo. Durante o mesmo ano treinador Bert levou a um campeonato estadual de natação e mergulho, ele teimou com Warren Hoyt no líder Noroeste ao título em 1925 MHSAA pista e de campo. O treinador Malcolm Weaver e os Colts também ganharam estado pista e campo equipe campeonatos em 1927, 1929 e 1930. O Michigan vendeu um recorde de livros que também falam do campeonato Northwestern's MHSAA e os troféus no tênis (1927), e cross country (1929).
Ao longo de um cem anos, Northwestern High School tem produzido um grande número de atletas que tenham pendentes estudantes excelentes ao nível colegial e mais além, incluindo vários indivíduos que goza bem sucedida carreira como profissionais. Alunos da Colt, realizações da gama de NCAA Campeonato de Olímpica de Medalhas de Ouro - e tudo entre eles. Para além do mundo dos esportes, uma lista parcial dos alunos distinguidos SNS inclui altamente respeitados nomes da cena política e entretenimento.